# Friedrich von Georgi
Friedrich Robert Freiherr von Georgi (Prága, 1852. január 27. – Bécs, 1926. június 23.) cseh származású osztrák katona, vezérezredes.

## Élete

### Ifjúkora
1852-ben Prágában született római katolikus családban. Édesapja a császári hadsereg ezredese volt, feltehetően így került Friedrich is katonai pályára. Tanulmányait valószínűleg születési helyén végezte, majd 1863-tól a hainburgi hadapródintézet növendéke volt. Itt 1867-ben végezte el tanulmányait, s még ebben az évben a bécsújhelyi Theresianum Katonai Akadémiára ment. Itt egészen 1871-ig tanult, s a képzés elvégzését követően a 6. tábori vadászzászlóalj hadnagya lett.

### Pályafutása
1879-ben a Bécsi Hadiiskola hallgatója lett, ahol egészen 1881-ig tanult. Katonai szolgálata során elsajátította a német, a francia, a cseh és az orosz nyelvet is. Részt vett az 1882-es dél-dalmáciai és hercegovinai felkelés leverésében mint vezérkari főhadnagy vett részt (az 5. hegyidandár parancsnokaként), s harcolt a koritoi és az uloki ütközetekben. 1896-ban ezredessé nevezték ki. 1901-ben osztrák nemesi címet kapott, 1908-ban pedig titkos tanácsossá nevezték ki. 1911-ben gyalogsági tábornokká nevezték ki.
Az első világháborúban rendelkezési állományban vett részt, s pozíciójából többször is felmentették. 1918-ban nyugdíjazták.
1926-ban hunyt el, életének 74. évében.

### Kitüntetései

#### Hazai kitüntetései
Itt látható hazai kitüntetéseinek teljes listája.
| - Hadiérem (1882) - Bronz Katonai Érdemérem (1890) - Katonai Tiszti Szolgálati Jel 3. osztálya (1896) - Katonai Érdemkereszt 3. osztálya (1898) - Jubileumi Emlékérem a fegyveres erő számára 1898 (1898) - Osztrák Császári Vaskorona-rend 3. osztálya (1903) - Katonai Jubileumi Kereszt (1908) - Osztrák Császári Vaskorona-rend 1. osztálya (1909) | - Fejérváry jubileumi bronzérem (1911) - Katonai Tiszti Szolgálati Jel 2. osztálya (1911) - Osztrák Császári Lipót-rend nagyakeresztje (1913) - Katonai Érdemkereszt 1. osztálya (1915) - Vöröskereszt Érdemcsillaga díszítménnyel (1915) - Osztrák Császári Lipót-rend nagykeresztje (1916) - Nagy Katonai Érdemérem (1916) - Nagy Katonai Érdemérem hadi díszítménnyel (1918) |

#### Külföldi kitüntetések
Itt látható külföldi kitüntetéseinek teljes listája.
| - Porosz Vörös Sas-rend 1. osztálya (1908) - Bolgár Szent Sándor Rend 1. osztálya (1912) - Német Vaskereszt 1. és 2. osztálya (1915) - Szuverén Máltai Lovagrend magisztrális nagykeresztje (1915) - Bajor Katonai Érdemrend nagykeresztje kardokkal (1915) - Württembergi Korona Rend nagykeresztje kardokkal (1916) | - Szász Albert Rend nagykeresztje kardokkal és csillagokkal (1916) - Porosz Vörös Kereszt Érem 2. és 3. osztálya (1916) - Német Lovagrend Mária Keresztje (1916) - Török Medzsidi Rend 1. osztálya (1917) - Török Arany Imtiaz Érem (1917) - Török Háborús Emlékérem (1917) |